# Schalldämmung
Schalldämmung bezeichnet die Behinderung der Ausbreitung von Luft- oder Körperschall, indem der sich ausbreitende Schall an einzelnen Unstetigkeitsstellen reflektiert wird. Die Schalldämmung bildet die Grundlage der Bauakustik und wird gekennzeichnet durch das Schalldämmmaß R in dB, das angibt, wie wenig Schall in den Nachbarraum gelangt.
Die Schalldämmung ist eine Maßnahme zur akustischen Trennung von unterschiedlichen Räumen, z. B. bei Fernseh- oder Tonstudios, gegen nicht erwünschten Schall von Nachbarräumen oder von draußen. Ein Beispiel ist eine schalldämmende Übungskabine für Musiker, bei der der Schalldurchgang mit Trennflächen verhindert wird.

## Zusammenhang mit Reflexionsmaßen
Die Reflexion wird angegeben als
- Schallreflexionsfaktor {\displaystyle r={\frac {p_{\mathrm {r} }}{p_{\mathrm {e} }}}} (Quotient aus dem Schalldruck einer reflektierten Schallwelle und dem Schalldruck der einfallenden Welle) oder
- Schallreflexionsgrad {\displaystyle \sigma =r^{2}}

Je größer der Reflexionsfaktor, desto stärker die schalldämmende Wirkung. Dies wird in der Praxis erreicht durch einen möglichst großen Impedanzsprung an der reflektierenden Grenzfläche.

## Trittschalldämmung
Eine typische Thematik der Bauakustik ist die Trittschalldämmung. Trittschall entsteht durch Körperschall (Schritte, Fußtritte, Klopfen), der Decken zur Abstrahlung von Luftschall anregt. Eine wirksame Trittschallminderung kann durch körperschalldämmende (schwimmender Estrich) oder durch luftschalldämmende Maßnahmen (abgehängte Unterdecken) herbeigeführt werden.

## Abgrenzung zur Schalldämpfung
Die Schalldämmung hat nichts mit der benötigten akustischen Schalldämpfung oder Schallabsorption innerhalb einzelner Räume zu tun. Diese beschreibt, wie viel Schallenergie in Wärme umgewandelt wird und ist eine typische Fragestellung der Raumakustik.